# Stojan Conew
Stojan Conew (bg. Стоян Цонев; ur. 21 stycznia 1988) – bułgarski zapaśnik walczący w stylu wolnym. Zajął dwunaste miejsce w Pucharze Świata w 2011. Trzeci na MŚ juniorów w 2008 roku.